# Someone to Love
Someone to Love is een door Henri Jaglom geregisseerde Amerikaanse pseudodocumentaire (111 min.) uit 1987 met Orson Welles in zijn laatste rol (buiten die van de voice-over van The Transformers: The Movie).
De film gaat over filmmaker die een feest organiseert voor vrienden en hen dan voor de camera vraagt naar hun levens, mislukte relaties, intieme vraagstukken en eenzaamheid. 

## Rolverdeling
| Acteur                          | Personage     |
| ------------------------------- | ------------- |
| Orson Welles                    | zichzelf      |
| Henry Jaglom                    | Danny Sapir   |
| Andrea Marcovicci               | Helene Eugene |
| Michael Emil                    | Mickey Sapir  |
| Sally Kellerman                 | Edith Helm    |
| Oja Kodar                       | Yolena        |
| Stephen Bishop                  | Blue          |
| David Frishberg - Harry         |               |
| Miles Kreuger - Theater manager |               |